# 長友哲次
長友 哲次（ながとも てつじ、1958年 - ）は、日本の財務官僚。横浜税関長などを務めた。

## 人物・経歴
東京都出身。東京都立西高等学校を経て、東京大学経済学部卒業。1982年大蔵省入省。国際金融局総務課配属。
1986年7月理財局国有財産総括課調査係長（参事官付）。1987年7月10日倉吉税務署長。1999年7月12日大臣官房企画官兼総理府地方分権推進委員会事務局参事官。2003年7月8日財務省関税局調査保税課長。2004年横浜税関総務部長。2006年7月28日内閣官房内閣参事官（内閣情報調査室）。2008年預金保険機構監査室長。2010年7月30日広島国税局長。2011年7月12日大臣官房参事官（関税局担当）。2012年1月大臣官房参事官（関税局担当）兼内閣官房内閣参事官兼内閣総務官室兼内閣官房国家戦略室。同年石油天然ガス・金属鉱物資源機構理事。2014年農林漁業成長産業化支援機構取締役常務。2016年6月横浜税関長。2017年退職。同年ニッセイ・リース顧問。
財務省の同期に、片山さつき、福田淳一、佐川宣寿、迫田英典、遠藤俊英、梶川幹夫、冨永哲夫、田中修らがいる。